# Rullstolsrugby
Rullstolsrugby, ursprungligen mördarboll, är ett bollspel för den som sitter i rullstol. Herrar och damer spelar i mixade lag, och man håller oftast till inomhus eller utomhus på hardwood. Rötterna finns i ishockey och rullstolsbasket, och spelet uppstod 1976 i Winnipeg i provinsen Manitoba i Kanada. Rullstolsrugby är en paralympisk gren.

## Regler
För att få spela rullstolsrugby måste man ha svårt att röra/vara svag i alla fyra extremiteter (båda armarna och båda benen)Man spelar på en plan som på många sätt liknar en vanlig basketplan med mittcirkel och målområde. Man får vara max fyra personer från varje lag på planen samtidigt. För att ett lag ska göra mål ska en person i laget, med bollen i tex knät eller hand, ta sig över motståndarnas mållinje, och vinner då en poäng åt laget. En spelare få ha bollen i sin ägo i max 10 sekunder innan bollen måste studsas eller passas vidare till en lagkamrat. Man får tackla den person som har bollen i princip hur hårt man vill, till och med så hårt att motståndarens rullstol välter och spelaren riskerar att skada sig.

## Klassifikationssystemet
Alla spelare har en viss poäng som man får när man börjar spela rullstolsrugby. Poängskalan går från 0,5 till 3,5. Ju rörligare/starkare spelaren är i armar och/eller händer destu högre poäng har denne. Ett lags poäng får aldrig överstiga 8,0 på planen. Man får alltså inte ha till exempel fyra 3,5-poängare från samma lag på planen samtidigt, då deras sammanlagda poäng överstiger 8,0.

## Kända spelare

### Sverige
- Jesper Nilsson
- Magnus Olers
- Mikael Vidlund
- Alfredo Alvarez
- Magnus Krossén
- Jouni Jern
- Martin Olsen
- Per-Arne Kulle[1]
- Tomas Hjert
- Martin Bretz
- Tobias Sandberg
- Mikael Norlin
- Claes Bertilsson

### USA
- Mark Zupan
- Scott Hogsett
- Andy Cohn